# Episodi di Adelheid und ihre Mörder (prima stagione)
La prima stagione della serie televisiva Adelheid und ihre Mörder è stata trasmessa in anteprima in Germania da Das Erste tra il 7 gennaio 1993 e il 17 dicembre 1996.
| nº | Titolo originale                  | Titolo italiano | Prima TV Germania | Prima TV Italia |
| -- | --------------------------------- | --------------- | ----------------- | --------------- |
| 1  | 39 rote Rosen                     | inedito         | 7 gennaio 1993    | inedito         |
| 2  | Amazonas                          | inedito         | 28 gennaio 1993   | inedito         |
| 3  | Kleine Fische                     | inedito         | 20 gennaio 1994   | inedito         |
| 4  | Tod in der Geisterbahn            | inedito         | 3 marzo 1994      | inedito         |
| 5  | Liebe, Tod und Leidenschaft       | inedito         | 15 ottobre 1996   | inedito         |
| 6  | Tod auf Bestellung                | inedito         | 22 ottobre 1996   | inedito         |
| 7  | Zwei links, zwei rechts           | inedito         | 29 ottobre 1996   | inedito         |
| 8  | Blaubarts letzte Frau             | inedito         | 5 novembre 1996   | inedito         |
| 9  | Mord stand nicht auf dem Programm | inedito         | 12 novembre 1996  | inedito         |
| 10 | Die schöne Lydia                  | inedito         | 26 novembre 1996  | inedito         |
| 11 | Wellenlänge Mord                  | inedito         | 3 dicembre 1996   | inedito         |
| 12 | Ein Schritt zuviel                | inedito         | 10 dicembre 1996  | inedito         |
| 13 | Die letzte Tasse                  | inedito         | 17 dicembre 1996  | inedito         |